# Linia kolejowa nr 38
Linia kolejowa nr 38 Białystok – Głomno – jednotorowa, częściowo zelektryfikowana linia kolejowa w północno-wschodniej Polsce.

## Historia
Pierwszy fragment linii otwarto 24 września 1866 roku z Królewca do Bartoszyc, następnie 10 listopada 1867 roku oddano do użytku odcinek Bartoszyce – Kętrzyn, a 8 grudnia 1868 roku otwarty został odcinek Ełk – Kętrzyn. 1 listopada 1871 roku otwarto odcinek z Ełku do Prostek. W 1873 roku po stronie Imperium Rosyjskiego oddano do użytku odcinek Białystok – Grajewo, a 15 września tego samego roku otwarty został odcinek Grajewo – Prostki, gdzie tor normalny przebiegał równolegle do toru rosyjskiego. Od 1894 roku odcinek Korsze – Ełk przedłużono do dwutorowego, od 1905 roku między Królewcem a Korszami oraz między Ełkiem a Prostkami. Po I wojnie światowej dawna rosyjska część linii trafiła do Polski, w związku z czym tor rosyjski przebudowano na normalny.
Nazwy stacji przed 1945 na odcinku Prostki – Bagrationowsk:
- Prostken → Prostki
- Lipinsken → Lipińskie Małe
- Sybba Ost → Ełk Szyba Wschód
- Lyck → Ełk
- Woszellen → Woszczele
- Jucha → Stare Juchy
- Widminnen → Wydminy
- Schedlisken → Siedliska
- Lötzen → Giżycko
- Boyen → Niegocin
- Klein Stürlack → Sterławki Małe
- Groß Stürlack → Sterławki Wielkie
- Mertenheim (Ostpreußen) → Martiany
- Rastenburg → Kętrzyn
- Neumühl (Ostpreußen) → Nowy Młyn
- Tolksdorf → Tołkiny
- Korschen → Korsze
- Wormen → Studzieniec
- Wöterkeim → Wiatrowiec Warmiński
- Bartenstein → Bartoszyce
- Glommen → Głomno
- Preußisch Eylau → Bagrationowsk

W 1945 roku drugi tor na odcinku Korsze – Prostki został zdemontowany przez ZSRR jako łup wojenny. Na początku grudnia 1990 roku zelektryfikowano odcinek Białystok – Ełk.
Pierwotnie linia łączyła stację Białystok z przygraniczną stacją Głomno. Od początku XXI wieku ruch pasażerski odbywa się na trasie Białystok – Korsze, a ruch towarowy na odcinku Białystok – Bartoszyce. Od 2001 roku, ze względu na nieczynne kolejowe przejście graniczne Głomno – Bagrationowsk oraz zły stan techniczny torów, linia jest zamknięta dla ruchu na odcinku Bartoszyce – Głomno. W nocy z 1 na 2 stycznia 2016 w miejscowości Wężówka doszło do wykolejenia 8 wagonów pociągu towarowego przewożącego żywice mocznikowe i formaldehyd, w wyniku czego linia była zablokowana do 4 stycznia.
W lipcu 2020 roku ogłoszono przetarg na realizację pierwszego etapu prac budowlanych związanych z modernizacją i elektryfikacją linii na odcinku Ełk–Giżycko. Do przetargu wpłynęło jedenaście ofert, z których to rok później wybrano do realizacji ofertę Torpolu o wartości 681,3 mln zł jako najkorzystniejszą, jednak wkrótce ofertę tę unieważniono, a do realizacji prac wybrano hiszpańsko-chińskie konsorcjum Aldesa Construcciones Polska, Aldesa Construcciones, Coalvi oraz China Civil Engineering Construction Corporation, z którymi umowa została podpisana 7 grudnia 2021 roku.
Prace rozpoczęto 13 marca 2022 roku, co wymusiło konieczność wprowadzenia zastępczej komunikacji autobusowej dla pociągów regionalnych oraz skrócenia połączeń pociągów dalekobieżnych Mamry i Niegocin przewoźnika PKP Intercity do stacji w Giżycku. 4 maja 2023 roku, w związku rozpoczęciem przebudowy układu torowego stacji kolejowej w Giżycku, wprowadzono zastępczą komunikację autobusową na odcinku Giżycko – Sterławki Wielkie.
4 maja 2022 roku PKP PLK ogłosiły przetarg na modernizację i elektryfikację odcinka Giżycko – Korsze, na realizacje której podpisano umowę 2 października 2023 roku ze spółką Torpol. Koszt inwestycji wynosi 876 mln zł. 
| Tor 1         | Tor 1         | Tor 1               | Tor 1                  | Tor 1            |
| ------------- | ------------- | ------------------- | ---------------------- | ---------------- |
| odcinek linii | odcinek linii | pociągi pasażerskie | SZT i wagony silnikowe | pociągi towarowe |
| km pocz.      | km końcowy    | pociągi pasażerskie | SZT i wagony silnikowe | pociągi towarowe |
| -0,164        | 84,900        | 100                 | 100                    | 80               |
| 84,900        | 100,752       | 120                 | 120                    | 100              |
| 100,752       | 110,800       | 100                 | 100                    | 100              |
| 110,800       | 200,815       | 80                  | 80                     | 80               |
| 200,815       | 226,630       | 50                  | 50                     | 50               |